# Francolinus finschi
Francolinus finschi là một loài chim trong họ Phasianidae.